# Clavulinopsis corniculata
Clavulinopsis corniculata (Schaeff.) Corner 1950, è un fungo basidiomicete appartenente alla famiglia delle Clavulinaceae.

## Descrizione della specie
Il corpo fruttifero del Clavulinopsis corniculata, è lungo fino a 5-6 cm, possiede un aspetto ramificato di colore giallo vivo con base bianca.

## Caratteri microscopici
Sporebianche in massa, 4,5-7 µm, lisce, globose o subglobose, con un apice prominente lungo fino a 1,5 µm.
Basiditetrasporici, lunghi fino a 80 µm.

## Distribuzione e habitat
Il fungo è reperibile nei sentieri boschivi dal mese di aprile a quello di dicembre. È presente in Europa e in Nord America.

## Tassonomia

### Sinonimi e binomi obsoleti
- Clavaria corniculata Schaeff., Fung. Bavar. Palat. 4: 117 (1774)
- Clavaria fastigiata L., Sp. pl. 2: 1183 (1753)
- Clavaria muscoides Sowerby, Col. fig. Engl. Fung. Mushr. (London) 2: pl. 1183 (1798)
- Clavaria muscoides Willd., Fl. berol. prodr.: 407, no. 173 (1787)
- Clavaria pratensis Pers., Comm. fung. clav. (Lipsiae): 51 (1797)
- Clavulinopsis corniculata f. bispora Corner ex Pilát, Sb. nár. Mus. Praze 25: fig. 18 (1955)
- Corallium pratense (Pers.) Hahn, Pilzsammler: 73 (1883)
- Donkella corniculata (Schaeff.) Doty, Lloydia 13: 14 (1950)
- Merisma corniculatum (Schaeff.) Spreng., Syst. veg., Edn 16 4(1): 495 (1827)
- Merisma pratense (Pers.) Spreng., Syst. veg., Edn 16 4(1): 497 (1827)
- Ramaria corniculata (Schaeff.) Gray, Nat. Arr. Brit. Pl. (London) 1: 655 (1821)
- Ramaria fastigiata (L.) Holmsk., Beata Ruris Otia FUNGIS DANICIS 1: 90, tab. 23 (1790)
- Ramaria pratensis Pers.) Gray, Nat. Arr. Brit. Pl. (London) 1: 655 (1821)
- Ramariopsis corniculata (Schaeff.) R.H. Petersen, Mycologia 70(3): 668 (1978)

### Specie simili
- Clavulina amethystina, viola e non gialla, ma simile.